# Mr. Winkle Goes to War
Winkle Goes to War é um filme estadunidense de 1944 dirigido por Alfred E. Green e estrelado por Edward G. Robinson e Ruth Warrick. O filme é baseado no romance de mesmo nome de Theodore Pratt.

## Elenco
- Edward G. Robinson ...Wilbert G. Winkle
- Ruth Warrick ...Amy Winkle
- Ted Donaldson ...Barry
- Robert Armstrong ...Joe Tinker
- Richard Lane ...Sargeanto "Alphabet" Czeidrowski
- Bob Haymes ...Jack Pettigrew, another, younger bank employee also drafted
- Richard Gaines ...Ralph Westcott
- Art Smith ...Sr. McDavid